# Traoré Rokiatou Guikiné
Rokiatou Guikiné Traoré, née le 23 juin 1953 à Toukoto, est une femme politique malienne. Elle occupe le poste de ministre des Maliens de l’Extérieur et de l’Intégration africaine du 25 août 2012 au 15 décembre 2012.

## Biographie

### Jeunesse et formation
Née le 23 juin 1953 à Toukoto, dans le cercle de Kita, Rokiatou Guikiné Traoré est sortie de l’École nationale d'Administration de Bamako avec une maîtrise en Économie.

### Carrière professionnelle
Ses premiers pas  dans l'Administration malienne, elle les fera au Ministère des Affaires étrangères où elle restera pour presque toute sa carrière.  Elle y gravira bien des échelons comme:  
De 1977 à 1986, elle est chef de la division coopération culturelle et sociale, puis conseillère technique au ministère des Affaires étrangères, chargée des questions culturelles et sociales jusqu’en 1990. De 1980 à 1988, elle est aussi correspondante nationale de l’Agence de coopération culturelle et technique (ACCT) pour la Francophonie, et directrice adjointe de la coopération internationale de 1986 à 1988, puis de 1995 à 2000. De 1999 à 2000, elle dirige le Commissariat du Tourisme. De 2000 à 2003, elle dirige la coopération économique multilatérale et correspondant national ACCT pour l’UNESCO.
Chargée du dossier de la coopération bilatérale Mali-France-Espagne-Portugal;
Directrice adjointe puis directrice de la coopération internationale avec le titre d’ambassadeur, ordonnatrice  déléguée FED.
Traoré Rokiatou Guikiné a été ambassadeur du Mali au Gabon (avec sous sa juridiction le Burundi, le Cameroun, la République centrafricaine, la République démocratique du Congo, la Guinée équatoriale, le Rwanda, Sao Tomé et Principe et le Tchad) de 2003 à 2009.
Elle a occupé le poste de secrétaire général du ministère des Affaires étrangères et de la Coopération internationale (depuis juin 2011) jusqu'en août 2012.
Elle fait valoir ses droits à la retraite le 1er juin 2016.

### Carrière politique
Elle a été nommée au poste de Ministre des Maliens de l’Extérieur et de l’Intégration africaine du 25 août 2012 au 15 décembre 2012.

## Décorations et récompenses
- Officier de l’Ordre national du Mali
- Commandeur de l'ordre de l'Étoile équatoriale du Gabon.